# Jean-Pierre Raczynski
Pour les articles homonymes, voir Raczyński.
Jean-Pierre Raczynski  est un footballeur français né le 13 février 1953 à Avion (Pas-de-Calais). Il a débuté à Brunstatt, dans la banlieue sud de Mulhouse avant de rejoindre Nancy à dix-huit ans.  Ancien International amateur, ce défenseur latéral droit a fait partie de l'équipe nancéienne victorieuse de la Coupe de France en 1978. Il termine sa carrière à Lausanne de 1979 à 1981.

## Palmarès
- Vainqueur de la Coupe de France 1978 (avec l'AS Nancy-Lorraine)
- Vainqueur de la Coupe de Suisse 1981 (avec le Lausanne-Sport)

## Sources
- Jacques Ferran et Jean Cornu - Football 1979, Les Cahiers de l'Équipe, 1978. cf. page 116.